# 우편박물관 (리히텐슈타인)

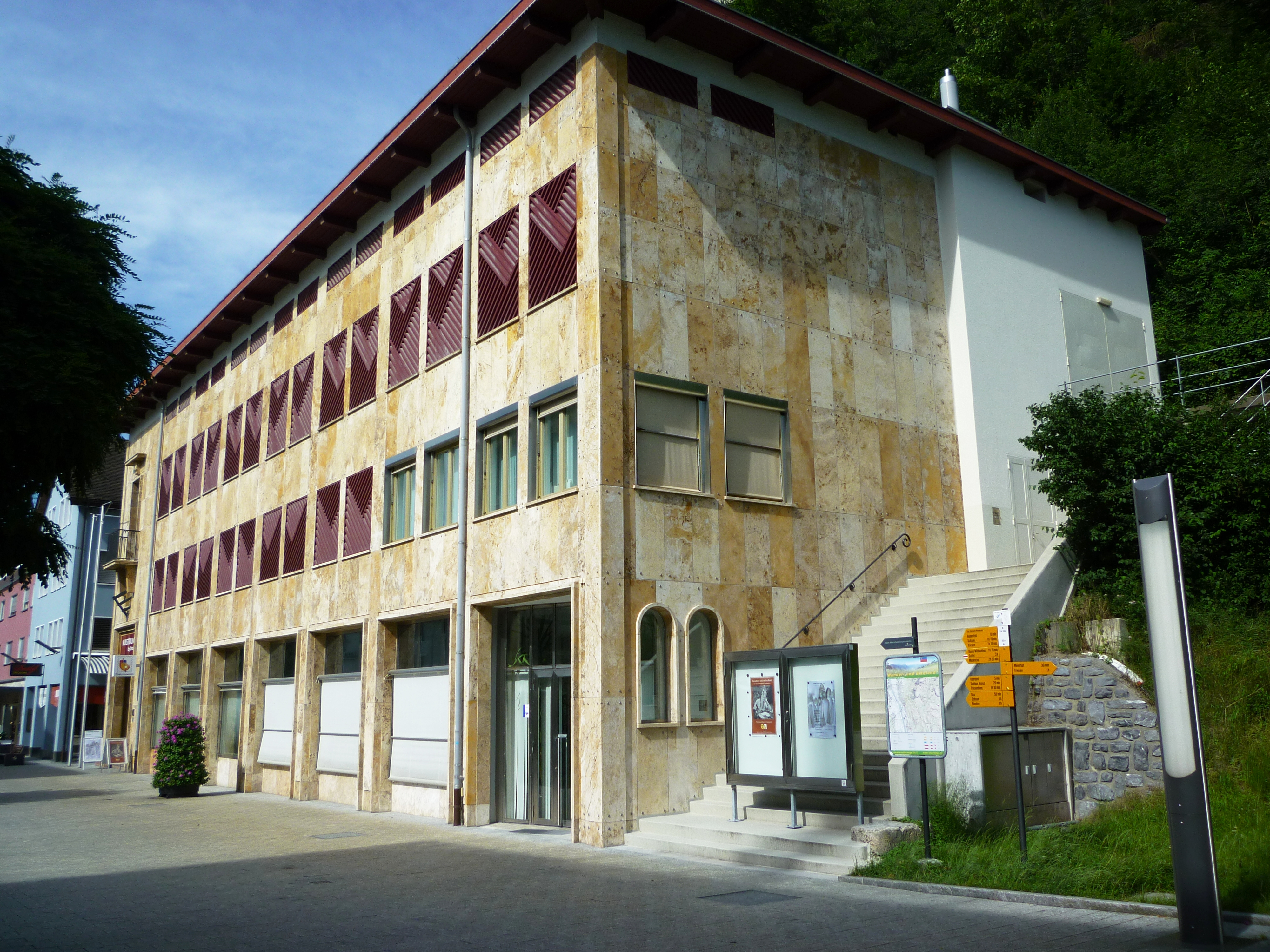
우편박물관

우편박물관(독일어: Postmuseum)은 리히텐슈타인 파두츠의 엥글렌더바우(Engländerbau) 전시관에 위치한 우편박물관이다. 리히텐슈타인 국립박물관의 분관이기도 하다.
1930년에 설립되었으며 1936년에 개관했다. 리히텐슈타인의 우편 역사와 관련된 각종 유물 및 문서, 1912년부터 현재까지 발행되고 있는 리히텐슈타인의 우표가 전시되어 있다.